# Firudin Safarov
Pour les articles homonymes, voir Safarov.
Firudin Safarov (en azéri : Firudin Səttar oğlu Səfərov ; né le 1er août 1933 à Bakou (république socialiste soviétique d'Azerbaïdjan, URSS) et mort le 26 juillet 2024) est un musicien, metteur en scène, désigné Artiste du peuple de la République d'Azerbaïdjan en 1992.

## Biographie
Firudin Sattar oghlu Safarov est né à Bakou. Il étudie les percussions au Conservatoire d'État d'Azerbaïdjan et, de 1953 à 1964, il travaille dans l'Orchestre symphonique d’État d’Azerbaïdjan du nom d'Uzeyir Hadjibeyov, dirigé par maestro Niyazi. En 1968, il est diplômé de la faculté de mise en scène de Théâtre Musical du Conservatoire d'État de Léningrad Rimsky-Korsakov.
En 1968, Firudin Safarov commence à travailler comme directeur de production au Théâtre national académique azerbaïdjanais d'opéra et de ballet. Il met en scène de nombreux spectacles d’opéra et est chargé de la préparation d'une quarantaine d'événements au niveau de l'État organisés dans la république.

### Activité en Ouzbekistan
En 1977, le metteur en scène Firudin Safarov, connu dans le pays pour ses œuvres intéressantes à l'époque de l'Union soviétique, est invité au Grand Théâtre académique d'opéra et de ballet de Tachkent Alicher Navoï .
L'artiste crée une soixantaine de représentations d'opéra, dont Dame de pique,  Iolanta  de P. I. Tchaïkovski, L'Élixir d'amour de G. Donizetti, La Traviata, Rigoletto, Le Troubadour de G. Verdi, Le Barbier de Séville de J. Rossini, L'Ange de feu de S. Prokofiev.
Il est directeur artistique et metteur en scène des fêtes de masse organisées en Ouzbékistan.
Travaillant à l'étranger, Firudin Safarov met en scène les opéras Leyli et Madjnun et Koroghlu d’Uzeyir Hadjibeyov, Van Gogh du compositeur turc moderne Nevit Kodalli et Natavan du compositeur azerbaïdjanais Vasif Adiguezalov au Théâtre académique d'opéra et de ballet d'Azerbaïdjan.
Depuis de nombreuses années, il est professeur au Conservatoire d'État de Tachkent. En 1981, il reçoit le Prix d'État d'Ouzbékistan pour la mise en scène de l'opéra Pierre Ier d'Andreï Petrov (compositeur).
Il reçoit le titre honorifique d'Artiste du peuple de la République d'Ouzbékistan en 1986 et d'Artiste du peuple de la République d'Azerbaïdjan en 1992.